# Eshuva
La eshuva es el nombre que se le da a un conjunto de rezos cantados propios de la etnia Huachipaeri en lengua Harakmbut, y que tienen como objetivo la invocación de los espíritus de la naturaleza, tanto plantas, animales así como seres sobrenaturales de la selva; esta invocación se realiza para la obtención de favores positivos o negativos.
El eshuva, fue proclamado por el Instituto Nacional de Cultura del Perú como Patrimonio cultural de la nación peruana el 11 de marzo de 2010. Desde el 22 de noviembre de 2011 "El eshuva, rezos cantados de la etnia Huachipaeri" forma parte de la Lista del Patrimonio Cultural Inmaterial que requiere medidas urgentes de salvaguardia de la Unesco.

## Entorno religioso Harakmbut
La etnia Harakmbut se encuentra subdividida en 7 grupos étnicos que son: Amarakaeri, Arasaeri, Huachipaire, Kisamberi, Pukirieri, Sapiteri y Toyoeri. Estos grupos milenarios llegaron a tener contacto constante con los incas debido a la cercanía de sus tierras con el Cusco, incluso denominando a los Huachipaeri como Opataris.
En la cosmovisión Harakmbut, el mundo que habitan se denomina «wandari», existiendo también un mundo de arriba denominado «kurundari» y un mundo de abajo llamado «seronhaihue», además de estos mundos existen también otros lugares míticos inalcanzables para los seres humanos. Asimismo coexisten con los seres humanos varios espíritus de la selva como los «wuaneri» (espíritus del río) o los «numberi» (espíritus del bosque); todos los seres sobrenaturales pueden ser buenos o malos a la vez, denominándose «oteri» cuando actúan con bien, y «asito» cuando actual con mal.
El mundo tiene una energía que envuelve a todos los seres y que están en equilibrio; cuando este equilibrio se rompe es necesario restaurarlo y le corresponde a los seres humanos intervenir con el «eshuva».

## Tipos de Eshuva
El eshuva puede ser utilizado tanto positivamente como negativamente. En el caso del uso positivo, éste se usa frecuentemente para conocer la causa de las enfermedades o males de salud. En el caso del uso negativo, es utilizado para causar la muerte, aunque este último caso el rezo se hace secretamente. El eshuva es también utilizado en otras ceremonias como el embatare o los entierros.
Durante el «eshuva» se invoca al espíritu para ingresar en un cuerpo humano y darle determinados atributos, impregnando un estado mental en los creyentes del eshuva que les da un sentimiento de invulnerabilidad.
El eshuva es un canto que no es instrumentado, y se realiza exclusivamente en lengua Harakmbut. Hacia el 2010, se conocían a 12 intérpretes del eshuva, todos correspondientes al subgrupo Huachipaire. La enseñanza del eshuva se realiza de manera oral, y el número de aprendices del eshuva continúa disminuyendo drásticamente.
El Instituto Nacional de Cultura del Perú, durante el 2010 registró 10 rezos cantados de eshuva, pero se tiene conocimiento de que existen muchos más que se intentan documentar para su salvaguardia.

## Proyectos de salvaguardia
Luego de la declaratoria del Eshuva como parte de la lista del patrimonio inmaterial que requiere medidas urgentes de salvaguardia de la UNESCO, el Ministerio de Cultura del Perú anunció la creación de «manucas» (casas de memoria) en los dos poblados Huachipaire que todavía cultivan el eshuva. Estas «manucas» servirán para la práctica  del eshuva y de todas las demás tradiciones que aún cultivan éstas comunidades nativas.